# Dalby församling, Uppsala stift
Dalby församling är en församling i Balingsta pastorat i Upplands västra kontrakt i Uppsala stift. Församlingen ligger i Uppsala kommun i Uppsala län.

## Administrativ historik
Församlingen har medeltida ursprung. 
Församlingen utgjorde under medeltiden ett eget pastorat för att därefter till 1 maj 1923 vara annexförsamling i pastoratet Västeråker och Dalby. Från 1 maj 1923 till 1962 var den annexförsamling i Uppsala-Näs, Västeråker och Dalby, från 1962 är den annexförsamling i Balingsta pastorat.

## Klockare och organister
| Ämbetstid | Namn             | Levnadstid | Övrigt                |
| --------- | ---------------- | ---------- | --------------------- |
| 1718-1727 | Mats Simonsson   |            | Klockare              |
| 1728-1754 | Simson Dahlstedt | -1754      | Organist och klockare |
| 1754-1772 | Olof Granvik     | 1729-1784  | Organist och klockare |
| 1772-1774 | Johan Wasell     |            | Organist och klockare |
| 1783-1792 | Erik Hagelin     | 1751-1792  | Klockare              |

## Kyrkor
- Dalby kyrka